# ستيف كوتس (لاعب هوكي الجليد)
ستيف كوتس هو لاعب هوكي الجليد كندي، ولد في 2 يوليو 1950 في تورونتو في كندا.

## وصلات خارجية
- ستيف كوتس على موقع دوري الهوكي الوطني (الإنجليزية)
- ستيف كوتس على موقع قاعة مشاهير الهوكي (لاعب أن.إتش.أل) (الإنجليزية)
- ستيف كوتس على موقع EliteProspects.com (الإنجليزية)
- ستيف كوتس على موقع HockeyDB.com (الإنجليزية)
- ستيف كوتس على موقع Hockey-Reference.com (الإنجليزية)